# José Villalonga
José Villalonga Llorente (Córdoba, 4 de diciembre de 1919-Madrid, 7 de agosto de 1973) fue un entrenador de fútbol español. Entre sus logros más destacados figuran la primera Eurocopa ganada por la selección española en 1964 así como los primeros títulos europeos obtenidos por el Real Madrid y el Atlético de Madrid. Es uno de los tres únicos entrenadores en ser campeón de Europa de clubes y selecciones, junto a Vicente del Bosque y Rinus Michels. Militar de profesión, alcanzó el grado de teniente coronel del Ejército.

## Trayectoria
Antes de destacar como entrenador, no se dedicó profesionalmente al fútbol, aunque jugó como aficionado en equipos de su ciudad natal.
Compaginaba su carrera militar con su atracción por la Educación Física y la preparación deportiva, Tras obtener el título de entrenador en 1949 fue contratado por el Real Madrid en 1952 para colaborar en la parcela técnica del primer equipo. Dos años más tarde, en 1954, fue nombrado entrenador de este, dando comienzo a un período de notables éxitos del conjunto blanco, durante las tres temporadas en que Villalonga permaneció en el banquillo.
En su primera temporada, la 1954/55, el Real Madrid se proclamó Campeón de Liga, ganando además la Copa Latina, su primer título europeo.
Un año más tarde conquista la primera Copa de Europa que puso en marcha la UEFA, la 1955/56.
Después obtiene en su tercera y última temporada al frente del conjunto madridista, cuando en la 1956/57 consigue sumar en un mismo año la Liga, la Copa de Europa y la Copa Latina.
Tras finalizar su etapa al frente del Real Madrid, se incorporó al equipo técnico de la Real Federación Española de Fútbol, donde fue responsable de la preparación física y entrenador de la Selección Juvenil.
En julio de 1959, siendo ya profesor de la Escuela de Entrenadores, se incorpora al Atlético de Madrid como secretario técnico, y tras la dimisión de Ferdinand Daučík poco después de iniciarse la temporada 1959/60, pasó a ser también entrenador.
Con el Atlético de Madrid y en sus dos primeras temporadas se proclamó campeón en ambas ocasiones de la Copa del Generalísimo (1960 y 1961). La temporada 1961/62 continúa dirigiendo al equipo, aunque incorpora como ayudante al exjugador rojiblanco, y paisano suyo, Rafael García "Tinte". El Atlético accede a la final de la Recopa de Europa, y tras empatar la misma, debe aplazar la repetición del partido con motivo de la celebración del Mundial de Chile 1962. Finalmente, en septiembre y tras vencer al conjunto italiano de la Fiorentina consigue para el conjunto rojiblanco su primer título europeo.

### Seleccionador nacional
El 26 de septiembre de 1962, José Villalonga es nombrado Seleccionador Nacional, y aunque abandona el banquillo madrileño compatibiliza su nuevo cargo con el de secretario técnico del Atlético de Madrid hasta el final de dicha temporada.
Al frente de la Selección Española afrontará la clasificación para la Eurocopa 1964, cuya fase final se disputó en España y donde consiguió finalmente la victoria, logrando con Villalonga en el banquillo, tal y como habían hecho el Real Madrid y el Atlético, el primer título europeo de su historia.
Se mantuvo al frente de la Selección hasta la finalización del Mundial de Inglaterra 1966, tras haber clasificado a España para participar en el mismo, si bien en este no pasó de la 
primera fase.
En total, dirigió a la Selección en un total de 22 partidos de los que ganó 9, empató 5 y perdió 8. La relación completa de encuentros dirigidos por Villalonga es la siguiente:
| Fecha      | Competición                           | Estadio                 | Ciudad                      | Partido           | Partido | Partido           |
| ---------- | ------------------------------------- | ----------------------- | --------------------------- | ----------------- | ------- | ----------------- |
| 01/11/1962 | Clasificación Eurocopa España 1964    | Santiago Bernabéu       | Madrid                      | España            | 6:0     | Rumanía           |
| 25/11/1962 | Clasificación Eurocopa España 1964    | 23 de agosto            | Bucarest (Rumanía)          | Rumanía           | 3:1     | España            |
| 02/12/1962 | Amistoso                              | Heysel                  | Bruselas (Bélgica)          | Bélgica           | 1:1     | España            |
| 09/01/1963 | Amistoso                              | Camp Nou                | Barcelona                   | España            | 0:0     | Francia           |
| 30/05/1963 | Clasificación Eurocopa España 1964    | San Mamés               | Bilbao                      | España            | 1:1     | Irlanda del Norte |
| 13/06/1963 | Amistoso                              | Santiago Bernabéu       | Madrid                      | España            | 2:6     | Escocia           |
| 30/10/1963 | Clasificación Eurocopa España 1964    | Windsor Park            | Belfast (Irlanda del Norte) | Irlanda del Norte | 0:1     | España            |
| 01/12/1963 | Amistoso                              | Mestalla                | Valencia                    | España            | 1:2     | Bélgica           |
| 11/03/1964 | Clasificación Eurocopa España 1964    | Sánchez Pizjuán         | Sevilla                     | España            | 5:1     | Irlanda           |
| 08/04/1964 | Clasificación Eurocopa España 1964    | Dalymount Park          | Dublín (Irlanda)            | Irlanda           | 0:2     | España            |
| 17/06/1964 | Eurocopa España 1964                  | Santiago Bernabéu       | Madrid                      | España            | 2:1     | Hungría           |
| 21/06/1964 | Eurocopa España 1964                  | Santiago Bernabéu       | Madrid                      | España            | 2:1     | Unión Soviética   |
| 15/11/1964 | Amistoso                              | Das Antas               | Oporto (Portugal)           | Portugal          | 2:1     | España            |
| 05/05/1965 | Clasificación Mundial Inglaterra 1966 | Dalymount Park          | Dublín (Irlanda)            | Irlanda           | 1:0     | España            |
| 08/05/1965 | Amistoso                              | Hampden Park            | Glasgow (Escocia)           | Escocia           | 0:0     | España            |
| 27/10/1965 | Clasificación Mundial Inglaterra 1966 | Sánchez Pizjuán         | Sevilla                     | España            | 4:1     | Irlanda           |
| 10/11/1965 | Clasificación Mundial Inglaterra 1966 | Parque de los Príncipes | París (Francia)             | Irlanda           | 0:1     | España            |
| 08/12/1965 | Amistoso                              | Santiago Bernabéu       | Madrid                      | España            | 0:2     | Inglaterra        |
| 23/06/1966 | Amistoso                              | Riazor                  | La Coruña                   | España            | 1:1     | Uruguay           |
| 13/07/1966 | Mundial Inglaterra 1966               | Villa Park              | Birmingham (Inglaterra)     | Argentina         | 2:1     | España            |
| 15/07/1966 | Mundial Inglaterra 1966               | Hillsborough            | Sheffield (Inglaterra)      | España            | 2:1     | Suiza             |
| 20/07/1966 | Mundial Inglaterra 1966               | Villa Park              | Birmingham (Inglaterra)     | Alemania Federal  | 2:1     | España            |

### Director de la Escuela Nacional de Entrenadores
Finalizada su etapa en el banquillo de la selección, Villalonga pasó a dedicar todo su tiempo a la docencia en el ámbito técnico. En 1967 fue nombrado Director de la Escuela Nacional de Entrenadores, cargo que desempeñó hasta su fallecimiento en 1973, Así mismo, fue el primer profesor de fútbol en el INEF de Madrid.
Falleció en Madrid, a consecuencia de un infarto de miocardio, el 7 de agosto de 1973 a los 53 años.

## Equipos dirigidos
| Equipo                       | País                         | Años      |
| ---------------------------- | ---------------------------- | --------- |
| Real Madrid                  | España                       | 1954-1957 |
| Atlético de Madrid           | España                       | 1959-1962 |
| Selección Nacional de España | Selección Nacional de España | 1962-1966 |

## Palmarés
- 1 Eurocopa: 1964 (España)
- 2 Copas de Europa: 1955/56 y 1956/57 (Real Madrid)
- 1 Recopa de Europa: 1961/62 (Atlético de Madrid)
- 2 Copas Latinas: 1955 y 1957 (Real Madrid)
- 2 Ligas españolas: 1954/55 y 1956/57 (Real Madrid)
- 2 Copas del Generalísimo: 1960 y 1961 (Atlético de Madrid)